# Władysław Jędruszak
Władysław Jędruszak (ur. 21 września 1903 w Ciechankach, zm. 14 maja 1975 w Niemcach) – polski prezbiter rzymskokatolicki, proboszcz parafii św. Ignacego Loyoli w Niemcach, działacz Armii Krajowej.

## Życiorys
Wychowywany był przez matkę, ponieważ jego ojciec zmarł trzy miesiące po urodzeniu syna.
W 1931 roku Władysław Jędruszak przyjął w Lublinie święcenia kapłańskie. Od 5 maja 1931 roku pełnił funkcję wikariusza i kapelana garnizonu wojskowego w Krasnymstawie. Następnie, 1 maja 1933 roku został Prokuratorem Seminarium Duchownego w Lublinie oraz kapelanem więziennym i rektorem kaplicy Trójcy Świętej na Zamku Lubelskim.
W 1935 roku został mianowany proboszczem parafii w Niemcach oraz wicedziekanem Dekanatu Lubartowskiego. Jego ingres odbył się 20 maja 1935 roku. Dzięki zasługom Władysława Jędruszaka Niemce, jako pierwsza podlubelska miejscowość zostały zelektryfikowane i zaopatrzone w uliczne oświetlenie.
Po wybuchu II wojny światowej ks. Jędruszak pozostał w parafii Niemce i zaangażował się w działalność Armii Krajowej. Został oficerem oraz kapelanem miejscowego oddziału Armii Krajowej. 17 września 1939 roku odmówił hitlerowcom złożenia ciał zmarłych żołnierzy niemieckich w kościele, za co został skazany przez sąd polowy na karę śmierci przez rozstrzelanie, wyrok został anulowany w ostatniej chwili. Ks. Władysław Jędruszak na terenie plebanii w Niemcach ukrywał księży, którzy nie mogli wrócić do swoich parafii. 27 lutego 1940 roku Władysław Jędruszak był przetrzymywany przez Niemców jako zakładnik w zamian za oddanie przez mieszkańców Niemiec kontyngentu zboża. W 1942 roku uczestniczył w akcji likwidacji niemieckiego kapitana, dowódcy składu amunicji „na Mulaku” w Niemcach.
Ks. Władysław Jędruszak został 17 marca 1946 roku aresztowany przez Urząd Bezpieczeństwa Publicznego i więziony w Lubartowie oraz na Zamku Lubelskim. Osadzonemu były stawiane absurdalne zarzuty. Przedstawiano również fałszywe zeznania niektórych parafian. Został uwolniony w 1947 roku i powrócił do Niemiec. Pozostał aktywnym członkiem podziemia do połowy lat pięćdziesiątych.
W styczniu 1961 roku Władysław Jędruszak został ukarany grzywną oraz karą aresztu jednego miesiąca za zbiórkę darów dla Seminarium Duchownego w Lublinie. Od 1962 do 1968 roku starał się o odzyskanie ziemi należącej do parafii Niemce, która przeznaczona była na cmentarz parafialny. Dopiero 1 października 1968 roku Sąd Wojewódzki w Lublinie przyznał, że parafia jest właścicielem tego gruntu.
Ks. Władysław Jędruszak w roku 1972 zorganizował nawiedzenie Kopii Obrazu Matki Boskiej Częstochowskiej w Niemcach.
Władysław Jędruszak zmarł śmiercią naturalną 14 maja 1975 roku w Niemcach. Uroczystościom pogrzebowym przewodniczył biskup pomocniczy lubelski, Edmund Ilcewicz.

## Upamiętnienie
Grób ks. Władysława Jędruszaka znajduje się na cmentarzu parafialnym w Niemcach, jest zadbany przez parafian. Wierni z Niemiec wciąż zamawiają msze w intencji zmarłego.